# Hapten
Hapten je naziv za malu molekulu koje pobuđuju imunološki odgovor u tijelu samo kada se nalazi vezane za veće molekule nosače kao što su proteini (Općenito, molekula mora imati određenu veličinu da bi stimulirala imunološki sustav). 
Dobro poznat primjer haptena je spoj urushiol kod biljke lat. Toxicodendron radicans. 
Nakon što se urushiol apsorbira kroz kožu, spoj oksidira pri čemu nastaje prava molekula haptena kinon. Kinon vezan s proteinima kože uzrokuje imunološku reakciju.
Nakon prvog izlaganja koje uzrokuje senzibilizaciju dolazi do proliferacije B limfocita koji stvaraju antitijela na spoj hapten i molekule nosača. Sljedeće izlaganje kinonu uzrokovat će imunološku reakciju antitijela što će rezultirati tipičnim kožnim promjenama (bule).
Neki hapteni mogu uzrokovati i autoimune bolesti. Primjer je hidralazin, lijek za snižavanje krvnog tlaka koji može uzrokovati eritemski lupus.